# Placido Fabris (pittore)
Placido Fabris (Pieve d'Alpago, 26 agosto 1802 – Venezia, 7 dicembre 1859) è stato un pittore italiano.

## Biografia
Nasce il 26 agosto 1802 a Pieve d'Alpago da Francesco e Giacomina Bortoluzzi. Fin da giovane manifesta interesse per la pittura e il disegno. Iscrittosi all'Accademia di Belle Arti di Venezia, riceve premi e segnalazioni dall'Accademia negli anni 1817, 1819 e 1822. La ritrattistica rappresentò il terreno privilegiato del Fabris, che nel corso della sua vita artistica ebbe anche prestigiosi committenti, come lo zar di Russia Nicola I, che gli ordinò una copia di un Tiziano. La sua attività era rivolta anche al restauro di antichi dipinti.
Non molte sono le sue opere rimaste perché una parte, destinata ad un'esposizione all'estero, andò perduta a causa di un naufragio. Provato anche da questa grave perdita, morì a Venezia il 7 dicembre 1859.